# Alphonse Trent
Alphonse „Phonnie“ E. Trent oder Alphonso E. Trent (* 24. August 1905; † 14. Oktober 1959 in Fort Smith (Arkansas)) war ein US-amerikanischer Jazz-Pianist und leitete eine Territory Band des Swing.

## Leben und Wirken
Alphonse Trent spielte schon in seiner Kindheit Klavier und arbeitete in lokalen Bands in Arkansas seit seiner Jugend. 1923 oder 1924 spielte er mit Eugene Cooks Synco Six und übernahm dann die Leitung der Territory-Band, die kurz darauf ein langes Engagement im Adolphus Hotel in Dallas antrat und bis 1934 bestand. Die Auftritte, Radiosendungen und Tourneen der Band machten sie zur erfolgreichsten und angesehensten der frühen Jazzbands des Südwestens der USA. Die Gruppe spielte um 1930 mit beachtlichem Erfolg in New York, aber Trent lehnte weitere Angebote ab, an der Ostküste zu arbeiten: Er blieb im Südwesten und nahm Engagements auf Flussdampfern an. In seinem Orchester spielten später berühmt gewordene Jazzmusiker wie Terrence Holders, Alex Hill, Stuff Smith, Snub Mosley, Charlie Christian, Harry Sweets Edison, Mouse Randolph, George Hudson und Peanuts Holland.
Als Bandleader nahm er lediglich acht Plattenseiten auf; vier im Jahr 1928, zwei 1930 und zwei 1933. Ihre Aufnahmen aus dem Jahr 1928 zeigen einen ausgefeilten Ensemblestil, der nach Grove Music zu jener Zeit so fortschrittlich war wie der von Duke Ellington oder Fletcher Henderson. Sie enthielten hervorragende improvisierte Soli des Geigers Stuff Smith, des Posaunisten Snub Mosley und eines Trompeters, der für Peanuts Holland gehalten wird. Die zweite von zwei Aufnahmesitzungen in den Jahren 1930 und 1933 zeige eine bemerkenswerte Präzision und einen Swing des Ensembles, der Jimmy Lunceford später im Jahrzehnt beeinflusste. 
Mitte der 1930er Jahre verließ Trent zunächst das Musikgeschäft, kehrte aber mit einer anderen Band 1938 auf die Szene zurück. Danach beschäftigte er sich hauptsächlich als Geschäftsmann.